# Humewood Castle

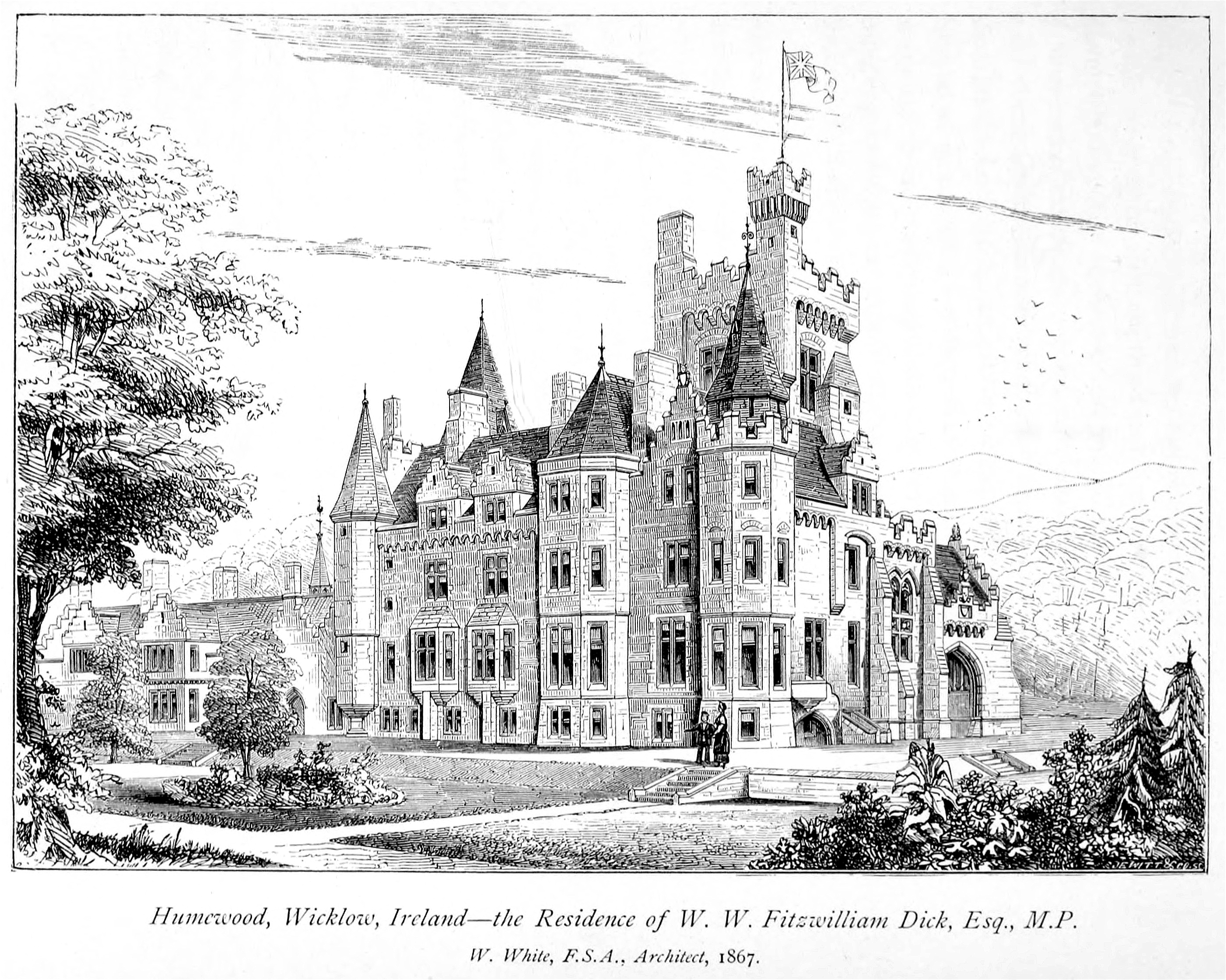
Radierung von Humewood Castle in A History of the Gothic Revival von Charles Eastlake

Humewood Castle (irisch Caisleán Choill Hume) ist ein Landhaus beim Dorf Kiltegan im irischen County Wicklow. Das neugotische Fantasiegebäude wurde 1867–1870 für die Familie Hume errichtet. Es hat 3035 m² Wohnfläche und ist von einem 170 Hektar großen Park umgeben. Heute gehört es dem US-amerikanischen Milliardär John Malone.

## Geschichte
Die Familie Hume hatte sich im 15. Jahrhundert in Humewood niedergelassen und dort eine Burg bauen lassen. Das Anwesen wurde über viele Generationen vererbt, bis es Fitzwilliam Hume (1805–1892), ein reicher Parlamentsabgeordneter für das County Wicklow von 1852 bis 1880, besaß. Er beauftragte den Architekten William White, einen Rückzugsort für den Sommer und die Jagdsaison zu entwerfen. White wiederum beauftragte Albert Kimberley mit dem Bau des Landhauses. William White ging über seinen Auftrag hinaus und das Ergebnis war das 1867–1870 errichtete, neugotische Fantasieschloss, mit dem er bei Weitem sein Budget überschritt und sich dadurch ruinierte. Fitzwilliam Hume nahm 1864 aufgrund eines Vermächtnisses zusätzlich den Familiennamen Dick an. Sein einziger Sohn, William Hume, erbte das Anwesen und wurde zum Deputy Lieutenant von Wicklow ernannt. 1896 war er High Sheriff of Wicklow.
Nach dem Tod William Humes fiel das Anwesen an seine Tochter Catherine Marie-Madeleine (Mimi), die Jacques Weygand, den Sohn des französischen Generals Maxime Weygand, heiratete. Das Paar hatte keine Kinder. Kurz vor ihrem Tod 1992 schenkte Mimi Weygand den größten Teil der Bauernhöfe, darunter einige in Kiltegan, ihren Pächtern. Das Landhaus und das 180 Hektar große Grundstück wurden später für £ 1 Mio. an die deutsche Geschäftsfrau Renata Coleman versteigert.
Renata Coleman ließ das Haus in ein schickes Privathotel umbauen und bot Entenjagd und Polo auf dem Grundstück an. 2004 bot sie das Anwesen für € 16 Mio. zum Verkauf an. Coleman verkaufte es an LALCO, die Bauträgerfirma von John Lally aus Galway, der das Anwesen weiter ausbaute. Die wirtschaftlichen Verhältnisse verschlechterten sich aber und 2012 verkaufte LALCO die Immobilie mit Verlust für € 8 Mio. an den US-amerikanischen Milliardär John Malone.

## Beschreibung
Das dreistöckige Hauptgebäude aus Granit wird von einem hohen Rundturm mit Tourellen an einem Ende und einem eckigeren Turm am andere Ende flankiert. Im Erdgeschoss befinden sich ein Salon, das Speisezimmer und eine Aula, die als weiterer Salon oder Festsaal genutzt werden kann, im Tiefparterre ein Billardzimmer, ein Rauchzimmer und ein Weinkeller. In den oberen Geschossen gibt es 12 Schlafzimmer.